# Arco volcánico de las Cascadas
El arco volcánico de las Cascadas, —en inglés, Cascade Volcanoes— es un alineamiento de volcanes localizado las Montañas Rocosas, en el oeste de Norteamérica. Se extiende 1.100 km desde el suroeste de la Columbia Británica en Canadá hasta el norte de California y a través de Washington y Oregón, en Estados Unidos. Aunque toma su nombre de la cordillera, este término nombra una unidad geológica cuyo límite geográfico supera el río Fraser, que es el límite norte de la Cordillera de las Cascadas.
El arco se ha formado por el ascenso de magma desde la zona de subducción de Cascadia. Forma parte del Cinturón de Fuego del Pacífico. Los volcanes han entrado en erupción varias veces en época histórica. Las más recientes han sido las erupciones del Pico Lassen entre 1914 y 1917 y la erupción catastrófica del Monte St. Helens en 1980. La última erupción en territorio canadiense tuvo lugar hace unos 2.300 años, en el macizo del Monte Meager.
Está formado por más de 4.000 respiraderos volcánicos distintos, entre estratovolcanes, volcanes de escudo, domos de lava y conos de ceniza, y algunos de tipo menos común como las tuyas. Alrededor de 20 de ellos se consideran los volcanes principales.  

## Riesgos geológicos
La población de la región supera los 10 millones de habitantes y está en crecimiento. Hay varias ciudades importantes, como Portland, Seattle y Vancouver  que están expuestas a las consecuencias de la actividad volcánica y de los terremotos que se originan en la zona de subducción. El Monte Rainier fue incluido en la lista de los Volcanes de la Década identificados por la Asociación Internacional de Vulcanología y Química del Interior de la Tierra, IAVCEI, por el peligro que un lahar supondría para las ciudades de Seattle y Tacoma. El Monte Hood es una  Parte de las rocas volcánicas carece de cohesión, por lo que pueden ser arrastradas a gran distancia siguiendo el fondo de los valles, como sucedió tras la erupción del volcán St. Helens en 1980.
Otros fenómenos que pueden poner en riesgo a la población o a las infraestructuras son las cenizas volcánicas, las oleadas y flujos piroclásticos, o las avalanchas de escombros de gran volumen.
El peligro de que una colada de lava alcance zonas habitadas es bajo por la composición andesítica del magma regional, pero en el pasado el volcán St. Helens ha registrado erupciones basálticas, de lava fluida, que han recorrido hasta 16 km desde el cráter.

## Geología
El vulcanismo comenzó en la cordillera de Las Cascadas hace aproximadamente 37 millones de años, durante el Eoceno. Sin embargo, la mayor parte de los volcanes activos tienen menos de 2 millones de años, y los picos más elevados no superan los 100.000 años de antigüedad. Doce volcanes superan los 3.000 m de altitud, y los dos más altos, Mount Rainier y Mount Shasta alcanzan 4.300 m.
La actividad difiere entre las secciones del arco, actualmente, la porción central es la más activa, mientras que el extremo norte presenta la menor actividad. Las lavas que representan la etapa más temprana del desarrollo del arco volcánico de las Cascadas afloran principalmente al sur de las Cascadas del Norte propiamente dichas, donde la elevación de la cordillera ha sido menor, y se ha conservado un manto más grueso de rocas volcánicas. En las Cascadas del Norte, los geólogos no han identificado con certeza ninguna roca volcánica de una antigüedad de 35 millones de años, pero los restos del sistema  más temprano de conductos magmáticos se han conservado en forma de plutones, que son las cámaras de magma enfriado que alimentaron a los primeros volcanes. El cuerpo plutónico más extenso expuesto en la actualidad es el batolito de Chilliwack, que forma buena parte del parque nacional de las Cascadas del Norte y de las zonas adyacentes de la Columbia Británica. Las rocas envolventes fueron afectadas por el calor, mostrando aureolas metamórficas.
Los volcanes del Arco de las Cascadas comparten algunas características generales, pero cada uno tiene su propia historia y rasgos geológicos. El Monte Exiguo es el macizo volcánico más inestable en Canadá, que se ha deshecho de arcilla y roca varios metros de profundidad en el Valle de Pemberton por lo menos tres veces durante los últimos 7.300 años. Las perforaciones recientes en los restos encontrados en el Valle de Pemberton, la cámara de un flujo de escombros viajó a 50 km antes de que la última erupción sucediera hace 2.350 años. Unos mil millones de metros cúbicos (0,24 pies) de roca y arena se extendieron por todo el ancho del valle. Dos anteriores flujos de escombros, hace 4.450 y 7.300 años atrás, enviaron los restos de al menos 32 km hacia afuera del volcán. Recientemente, el volcán crea pequeños deslizamientos de tierra aproximadamente cada diez años, incluyendo uno en 1975 que mató a cuatro geólogos cerca del Monte Exiguo. La posibilidad de que el macizo de Monte Exiguo cubra las secciones estables del Valle de Pemberton en un flujo de escombros, se estima que suceda aproximadamente cada 2.400 años. No hay ningún signo de actividad volcánica con estos eventos. Sin embargo los científicos advierten que el volcán podría lanzar otro flujo masivo de escombros sobre áreas pobladas cualquier momento sin previo aviso.
En el pasado, el Monte Rainier ha tenido grandes avalanchas de rocas fundidas, y también ha producido enormes lahares, debido a la gran cantidad de hielo sobre su superficie; los lahares producidos por estos volcanes han llegado hasta Puget Sound. Hace unos 5.000 años, una gran parte del volcán y una avalancha de rocas produjo una inundación de lodo, hielo y roca, que recorrió todo el camino hasta donde actualmente es Tacoma y el sur de Seattle. Esta avalancha masiva de hielo y roca sacó 490 metros de tierra del Monte Rainier hacia arriba, con su altura de 4.300 m.